# Varniai
Varniai (žemaitisk: Varnē, polsk: Wornie) er en by i Telšiai apskritis i det vestlige Litauen. I middelalderen blev byen kendt som Medininkai.
Byen blev grundlagt i 1300-tallet, på bredden af den Varnelė floden, i nærheden af et vigtigt žemaitisk slot, og var centrum for žemaitiske katolske kirke: efter Žemaitijas overgang til kristendommen residerede den žemaitiske biskop i byen. Omkring 1414-1416 blev den første kirke bygget, og c. 1464 den første domkirke.
Varniai var centrum for Žemaitijas bispesæde indtil midten af 1800-tallet, hvor myndighederne i det Russiske Kejserrige flyttede bispesædet til Kaunas.